# Agnes Claypole Moody
Agnes Mary Claypole Moody (Plymouth, 1870 - Concord, 1954) fue una zoóloga, y escritora estadounidense, y profesora de ciencias naturales, que contribuyó al conocimiento de la ovogénesis.

## Trayectoria
Era natural de Bristol, Inglaterra, y a los nueve años emigra con su familia a EE. UU. En 1887, se matriculó en el "Buchtel College" y en 1894, estudió en la Universidad Cornell para optar por el grado de maestría. En 1896, obtuvo el Ph.D. por la Universidad de Chicago.

## Investigaciones
Para su tesis en la maestría en Ciencias, Agnes estudió el tracto digestivo de las anguilas. Agnes trabajó en varias posiciones en la Throop College, (hoy Instituto de Tecnología de California) incluyendo ser instructora en zoología, profesora de ciencias naturales, y conservadora (1903-4).

## Significancia
Agnes fue la primera mujer nombrada para un puesto de profesor, en el Departamento de Medicina de la Universidad Cornell.

## Familia
Fueron sus padres Jane Trotter y Edward Walker Claypole, geólogo y paleobotánico, su hermano Edward Waller Claypole (profesor de ciencias) y hermana melliza la bióloga Edith Jane Claypole (1870-1915).
En 1903 se casó en Pasadena con Robert Orton Moody, un profesor de anatomía hijo de Mary Blair Moody, médica y anatomista. Claypole quedó viuda en 1948, y falleció el 29 de agosto de 1954.

## Membresías
- American Association for the Advancement of Science
- Boston Society of Natural History